# Charles Clayton

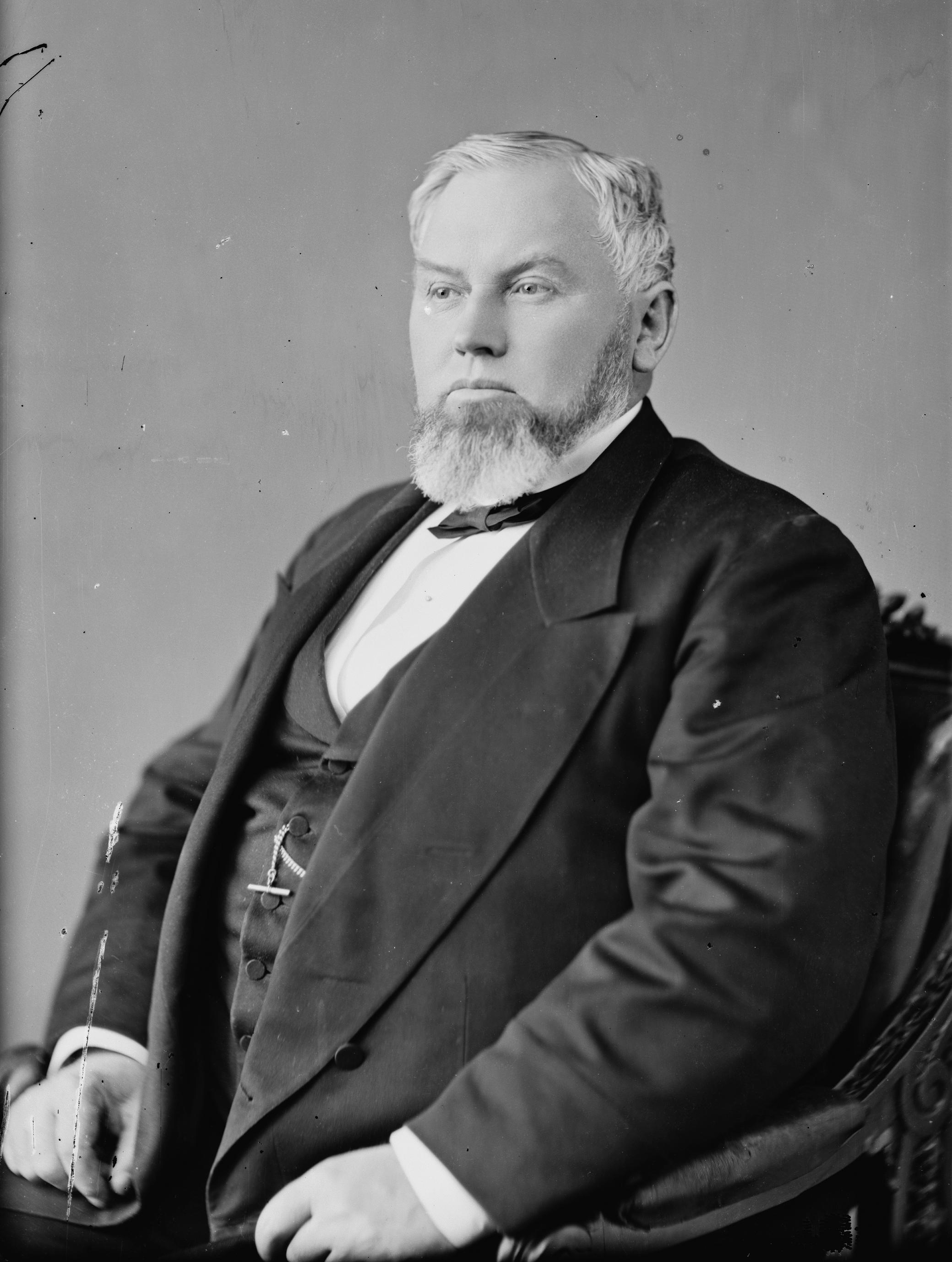
Charles Clayton

Charles Clayton (* 5. Oktober 1825 in Derbyshire, England; † 4. Oktober 1885 in Oakland, Kalifornien) war ein englisch-amerikanischer Politiker britischer Herkunft. Zwischen 1873 und 1875 vertrat er den Bundesstaat Kalifornien im US-Repräsentantenhaus.

## Werdegang
Charles Clayton besuchte die öffentlichen Schulen seiner englischen Heimat. 1842 kam er in die Vereinigten Staaten. Wenige Jahre später zog er nach Kalifornien. Zwischen 1849 und 1850 amtierte er als Bürgermeister (Alcalde) von Santa Clara. In dieser Stadt gründete er auch einige Getreidemühlen und arbeitete für einige Zeit als Müller. Später ließ er sich in San Francisco nieder. Gleichzeitig begann er als Mitglied der Republikanischen Partei eine politische Laufbahn. Zwischen 1863 und 1866 war er Abgeordneter in der California State Assembly. Zwischen 1864 und 1869 saß er im Stadtrat (Board of Supervisors) von San Francisco. Im Jahr 1870 leitete er die Zollbehörde im Großraum San Francisco einschließlich des Hafens.
Bei den Kongresswahlen des Jahres 1872 wurde Clayton im ersten Wahlbezirk von Kalifornien in das US-Repräsentantenhaus in Washington, D.C. gewählt, wo er am 4. März 1873 die Nachfolge von Sherman Otis Houghton antrat, der in den vierten Distrikt wechselte. Da er im Jahr 1874 auf eine weitere Kandidatur verzichtete, konnte er bis zum 3. März 1875 nur eine Legislaturperiode im Kongress absolvieren. In den Jahren 1881 und 1882 leitete Charles Clayton das Staatsgefängnis von Kalifornien. Er starb am 4. Oktober 1885, einen Tag vor seinem 60. Geburtstag, in Oakland.